# 아이튠즈 스토어
아이튠즈 스토어(iTunes Store)는 애플이 아이튠즈를 통해 서비스하는 온라인 미디어 판매 서비스이다. 음악과 오디오북, 뮤직 비디오, 영화, TV 프로그램, 아이팟용 게임을 판매하고 팟캐스트를 배포한다. 또한 기프트 카드를 구매하거나 타인에게 선물할 수 있다. 2003년 4월 28일에 처음으로 서비스를 시작하였다.
아이팟 터치나 아이폰에서 음악을 구매하려면 iTunes 메뉴를, 프로그램이나 게임을 구매하려면 앱 스토어를 이용하면 된다.
아이튠즈 스토어에서 구매한 미디어 파일은 사용자의 기기로 다운로드된다. 구매한 파일에는 사용 기한이 없으며 아이팟에 전송할 수 있다. 또한 음악 파일은 음악 CD로 구울 수도 있다. 음악은 구입 전에 일부분을 미리 들어볼 수 있으며 미리듣기 길이는 곡의 총 재생시간에 따라 다르다. 영화는 트레일러를 볼 수 있다. 미디어 파일의 포맷은 음악의 경우 256kbps AAC이고 동영상은 SD기준 평균 640*480 크기의 H.264 파일이다.
HD동영상의 다운로드도 가능하며 720P, 1080P 선택 가능하다. HD동영상이 SD보다는 평균적으로 비싼편이다.
아이튠즈 스토어가 공식적으로 서비스되는 국가는 오스트레일리아, 오스트리아, 벨기에, 캐나다, 덴마크, 핀란드, 프랑스, 독일, 그리스, 아일랜드, 이탈리아, 일본, 룩셈부르크, 네덜란드, 노르웨이, 포르투갈, 스페인, 스웨덴, 스위스, 영국, 미국 그리고 푸에르토 리코이다. 서비스되지 않는 국가의 이용자는 이들 서비스되는 국가의 서비스에 접속해 공식적으로 음반을 구매할 수는 없고, 팟캐스팅을 다운로드하거나 미리보기만을 볼 수 있다.
아이튠즈 스토어는 2007년 4월 현재 음악 판매량은 25억 곡 이상이고, 영화 판매량은 200만 편 이상이다.
2007년 4월 당시 아이튠즈 스토어에서 판매하던 미디어 파일은 애플의 FairPlay DRM으로 보호되어 있었다. 스티브 잡스는 유럽 연합의 DRM 해제 요청에 대해 음반사들의 협조를 요청하는 글을 애플 웹사이트에 게재하였고, 2007년 4월 2일 DRM 해제에 관심을 보인 EMI와 함께 2007년 5월부터 DRM이 없는 고품질 음악을 제공하겠다고 발표하였다. 2009년 4월 현재 모든 노래들은 DRM이 없다. 다운로드된 음원은 m4a 파일이며, 아이튠즈 프로그램에서 자체적으로 mp3으로 변환할 수 있다.
해외신판시 카드가 유효한지 확인하기 위해 실행하는 1달러 가상 승인을 하는 대표적인 곳이다. 해당 1달러는 신용카드사마다 차이가 있지만 추후에 알아서 환급해 준다.
대한민국 계정으로는 아이튠즈 스토어에서 음원 구입을 할 수가 없으며, 지원 국가의 계정을 이용하여야 한다.
대구은행에서 발행 중인 비씨 체크카드 중 영플러스 마스타 체크카드는 마스터카드가 달려 있음에도 아이튠즈 스토어의 결제용 카드로 등록할 수 없으나, 1달러 가상 승인을 하는 버그를 일으키고 있어서 이용에 주의해야 한다.

## 국제화
| 나라                  | 제품 유형        | 제품 유형        | 제품 유형       | 제품 유형        | 제품 유형        | 제품 유형       | 제품 유형        | 제품 유형        | 제품 유형       | 제품 유형             | 제휴 프로그램 | 가격/노래                         |
| 나라                  | 음악             | 뮤직비디오       | 팟캐스트        | TV 쇼            | 영화             | 앱              | 책               | 아이튠즈 매치    | 아이튠즈 U      | 아이튠즈 라디오       | 제휴 프로그램 | 가격/노래                         |
| --------------------- | ---------------- | ---------------- | --------------- | ---------------- | ---------------- | --------------- | ---------------- | ---------------- | --------------- | --------------------- | ------------- | --------------------------------- |
| 미국                  | 2003년 4월 28일  | 예               | 예              | 2005년 10월 12일 | 예               | 예              | 예               | 예               | 예              | 중단: 2016년 1월 28일 | 예            | 0.69 – 1.29 USD                   |
| 영국                  | 2004년 6월 15일  | 예               | 예              | 예               | 2008년 6월 4일   | 예              | 예               | 2011년 12월 15일 | 예              | 아니요                | 예            | 0.59 – 0.99 GBP (0.91 – 1.53 USD) |
| 프랑스                | 2004년 6월 15일  | 예               | 예              | 예               | 2009년 4월 30일  | 예              | 예               | 2011년 12월 15일 | 예              | 아니요                | 예            | 0.69 – 1.29 EUR (0.92 – 1.72 USD) |
| 독일                  | 2004년 6월 15일  | 예               | 예              | 2008년 4월 2일   | 2009년 4월 16일  | 예              | 예               | 2011년 12월 15일 | 예              | 아니요                | 예            | 0.69 – 1.29 EUR (0.92 – 1.72 USD) |
| 오스트리아            | 2004년 10월 26일 | 예               | 예              | 아니요           | 예               | 예              | 예               | 2012년 4월 30일  | 예              | 아니요                | 예            | 0.69 – 1.29 EUR (0.92 – 1.72 USD) |
| 벨기에                | 2004년 10월 26일 | 예               | 예              | 아니요           | 예               | 예              | 예               | 2011년 12월 15일 | 예              | 아니요                | 예            | 0.69 – 1.29 EUR (0.92 – 1.72 USD) |
| 핀란드                | 2004년 10월 26일 | 예               | 예              | 아니요           | 예               | 예              | 예               | 2013년 12월 9일  | 예              | 아니요                | 예            | 0.69 – 1.29 EUR (0.92 – 1.72 USD) |
| 그리스                | 2004년 10월 26일 | 예               | 예              | 아니요           | 예               | 예              | 예               | 2012년 4월 30일  | 예              | 아니요                | 예            | 0.69 – 1.29 EUR (0.92 – 1.72 USD) |
| 이탈리아              | 2004년 10월 26일 | 예               | 예              | 아니요           | 예               | 예              | 예               | 2012년 4월 30일  | 예              | 아니요                | 예            | 0.69 – 1.29 EUR (0.92 – 1.72 USD) |
| 룩셈부르크            | 2004년 10월 26일 | 예               | 예              | 아니요           | 예               | 예              | 예               | 2011년 12월 15일 | 예              | 아니요                | 예            | 0.69 – 1.29 EUR (0.92 – 1.72 USD) |
| 네덜란드              | 2004년 10월 26일 | 예               | 예              | 아니요           | 2011년 9월 27일  | 예              | 예               | 2012년 1월 16일  | 예              | 아니요                | 예            | 0.69 – 1.29 EUR (0.92 – 1.72 USD) |
| 포르투갈              | 2004년 10월 26일 | 예               | 예              | 아니요           | 예               | 예              | 예               | 2012년 4월 30일  | 예              | 아니요                | 예            | 0.69 – 1.29 EUR (0.92 – 1.72 USD) |
| 스페인                | 2004년 10월 26일 | 예               | 예              | 아니요           | 예               | 예              | 예               | 2011년 12월 15일 | 예              | 아니요                | 예            | 0.69 – 1.29 EUR (0.92 – 1.72 USD) |
| 캐나다                | 2004년 12월 3일  | 예               | 예              | 예               | 2008년 6월 4일   | 예              | 예               | 2011년 12월 15일 | 예              | 아니요                | 예            | 0.69 – 1.29 CAD (0.67 – 1.25 USD) |
| 아일랜드              | 2005년 1월 6일   | 예               | 예              | 아니요           | 2009년 4월 30일  | 예              | 예               | 2011년 12월 15일 | 예              | 아니요                | 예            | 0.69 – 1.29 EUR (0.92 – 1.72 USD) |
| 스웨덴                | 2005년 5월 10일  | 예               | 예              | 아니요           | 예               | 예              | 예               | 2013년 12월 9일  | 예              | 아니요                | 예            | 9 – 12 SEK (1.25 – 1.67 USD)      |
| 노르웨이              | 2005년 5월 10일  | 예               | 예              | 아니요           | 예               | 예              | 예               | 2013년 12월 9일  | 예              | 아니요                | 예            | 8 – 10 NOK (1.32 – 1.66 USD)      |
| 스위스                | 2005년 5월 10일  | 예               | 예              | 아니요           | 예               | 예              | 예               | 2011년 12월 15일 | 예              | 아니요                | 예            | 1.60 – 2.20 CHF (1.53 – 2.11 USD) |
| 덴마크                | 2005년 5월 10일  | 예               | 예              | 아니요           | 예               | 예              | 예               | 2013년 12월 9일  | 예              | 아니요                | 예            | 8 – 10 DKK (1.52 – 1.90 USD)      |
| 일본                  | 2005년 8월 4일   | 예               | 예              | 아니요           | 예               | 예              | 2013년 3월 6일   | 2014년 5월 2일   | 예              | 아니요                | 예            | 150 – 250 JPY (1.81 – 3.02 USD)   |
| 오스트레일리아        | 2005년 10월 25일 | 2005년 10월 25일 | 예              | 2008년 6월 24일  | 2008년 8월 14일  | 예              | 예               | 2011년 12월 15일 | 예              | 중단: 2016년 1월 28일 | 예            | 1.19 – 2.19 AUD (1.28 – 2.35 USD) |
| 뉴질랜드              | 2005년 12월 6일  | 예               | 예              | 아니요           | 2008년 8월 14일  | 예              | 2012년 10월 22일 | 2011년 12월 15일 | 예              | 아니요                | 예            | 1.79 – 2.39 NZD (1.47 – 1.96 USD) |
| 멕시코                | 2009년 8월 4일   | 예               | 예              | 아니요           | 2010년 11월 9일  | 예              | 2012년 10월 22일 | 2011년 12월 15일 | 예              | 아니요                | 예            | 9 – 15 MXN (0.71 – 1.19 USD)      |
| 불가리아              | 2011년 9월 29일  | 예               | 예              | 아니요           | 예               | 예              | 예               | 2012년 4월 30일  | 예              | 아니요                | 예            | 0.69 – 1.29 EUR (0.92 – 1.72 USD) |
| 키프로스              | 2011년 9월 29일  | 예               | 예              | 아니요           | 예               | 예              | 예               | 2011년 12월 15일 | 예              | 아니요                | 예            | 0.69 – 1.29 EUR (0.92 – 1.72 USD) |
| 체코                  | 2011년 9월 29일  | 예               | 예              | 아니요           | 예               | 예              | 예               | 2011년 12월 15일 | 예              | 아니요                | 예            | 0.69 – 1.29 EUR (0.92 – 1.72 USD) |
| 에스토니아            | 2011년 9월 29일  | 예               | 예              | 아니요           | 예               | 예              | 예               | 2012년 1월 16일  | 예              | 아니요                | 예            | 0.69 – 1.29 EUR (0.92 – 1.72 USD) |
| 헝가리                | 2011년 9월 29일  | 예               | 예              | 아니요           | 예               | 예              | 예               | 2012년 7월 19일  | 예              | 아니요                | 예            | 0.69 – 1.29 EUR (0.92 – 1.72 USD) |
| 라트비아              | 2011년 9월 29일  | 예               | 예              | 아니요           | 예               | 예              | 예               | 2012년 1월 16일  | 예              | 아니요                | 예            | 0.69 – 1.29 EUR (0.92 – 1.72 USD) |
| 리투아니아            | 2011년 9월 29일  | 예               | 예              | 아니요           | 예               | 예              | 예               | 2012년 1월 16일  | 예              | 아니요                | 예            | 0.69 – 1.29 EUR (0.92 – 1.72 USD) |
| 몰타                  | 2011년 9월 29일  | 예               | 예              | 아니요           | 예               | 예              | 예               | 2011년 12월 15일 | 예              | 아니요                | 예            | 0.69 – 1.29 EUR (0.92 – 1.72 USD) |
| 폴란드                | 2011년 9월 29일  | 예               | 예              | 아니요           | 예               | 예              | 예               | 2012년 7월 19일  | 예              | 아니요                | 예            | 0.69 – 1.29 EUR (0.92 – 1.72 USD) |
| 루마니아              | 2011년 9월 29일  | 예               | 예              | 아니요           | 아니요           | 예              | 예               | 예               | 예              | 아니요                | 예            | 0.69 – 1.29 EUR (0.92 – 1.72 USD) |
| 슬로베니아            | 2011년 9월 29일  | 예               | 예              | 아니요           | 예               | 예              | 예               | 2012년 4월 30일  | 예              | 아니요                | 예            | 0.69 – 1.29 EUR (0.92 – 1.72 USD) |
| 슬로바키아            | 2011년 9월 29일  | 예               | 예              | 아니요           | 예               | 예              | 예               | 예               | 예              | 아니요                | 예            | 0.69 – 1.29 EUR (0.92 – 1.72 USD) |
| 아르헨티나            | 2011년 12월 13일 | 예               | 예              | 아니요           | 2011년 12월 13일 | 예              | 2012년 10월 22일 | 2012년 1월 16일  | 예              | 아니요                | 예            | 0.69 – 1.29 USD                   |
| 브라질                | 2011년 12월 13일 | 예               | 예              | 아니요           | 2011년 12월 13일 | 예              | 2012년 10월 22일 | 2011년 12월 13일 | 예              | 아니요                | 예            | 1,90 - 2,90 BRL                   |
| 볼리비아              | 2011년 12월 13일 | 예               | 예              | 아니요           | 2011년 12월 13일 | 예              | 2012년 10월 22일 | 2012년 1월 16일  | 예              | 아니요                | 예            | 0.69 – 1.29 USD                   |
| 칠레                  | 2011년 12월 13일 | 예               | 예              | 아니요           | 2011년 12월 13일 | 예              | 2012년 10월 22일 | 2012년 1월 16일  | 예              | 아니요                | 예            | 0.69 – 1.29 USD                   |
| 콜롬비아              | 2011년 12월 13일 | 예               | 예              | 아니요           | 2011년 12월 13일 | 예              | 2012년 10월 22일 | 2012년 1월 16일  | 예              | 아니요                | 예            | 0.69 – 1.29 USD                   |
| 코스타리카            | 2011년 12월 13일 | 예               | 예              | 아니요           | 2011년 12월 13일 | 예              | 2012년 10월 22일 | 2012년 1월 16일  | 예              | 아니요                | 예            | 0.69 – 1.29 USD                   |
| 도미니카 공화국       | 2011년 12월 13일 | 예               | 예              | 아니요           | 2011년 12월 13일 | 예              | 2012년 10월 22일 | 2012년 1월 16일  | 예              | 아니요                | 예            | 0.69 – 1.29 USD                   |
| 에콰도르              | 2011년 12월 13일 | 예               | 예              | 아니요           | 2011년 12월 13일 | 예              | 2012년 10월 22일 | 2012년 1월 16일  | 예              | 아니요                | 예            | 0.69 – 1.29 USD                   |
| 엘살바도르            | 2011년 12월 13일 | 예               | 예              | 아니요           | 2011년 12월 13일 | 예              | 2012년 10월 22일 | 2012년 1월 16일  | 예              | 아니요                | 예            | 0.69 – 1.29 USD                   |
| 과테말라              | 2011년 12월 13일 | 예               | 예              | 아니요           | 2011년 12월 13일 | 예              | 2012년 10월 22일 | 2012년 1월 16일  | 예              | 아니요                | 예            | 0.69 – 1.29 USD                   |
| 온두라스              | 2011년 12월 13일 | 예               | 예              | 아니요           | 2011년 12월 13일 | 예              | 2012년 10월 22일 | 2012년 1월 16일  | 예              | 아니요                | 예            | 0.69 – 1.29 USD                   |
| 니카라과              | 2011년 12월 13일 | 예               | 예              | 아니요           | 2011년 12월 13일 | 예              | 2012년 10월 22일 | 2012년 1월 16일  | 예              | 아니요                | 예            | 0.69 – 1.29 USD                   |
| 파나마                | 2011년 12월 13일 | 예               | 예              | 아니요           | 2011년 12월 13일 | 예              | 2012년 10월 22일 | 2012년 1월 16일  | 예              | 아니요                | 예            | 0.69 – 1.29 USD                   |
| 파라과이              | 2011년 12월 13일 | 예               | 예              | 아니요           | 2011년 12월 13일 | 예              | 2012년 10월 22일 | 2012년 1월 16일  | 예              | 아니요                | 예            | 0.69 – 1.29 USD                   |
| 페루                  | 2011년 12월 13일 | 예               | 예              | 아니요           | 2011년 12월 13일 | 예              | 2012년 10월 22일 | 2012년 1월 16일  | 예              | 아니요                | 예            | 0.69 – 1.29 USD                   |
| 베네수엘라            | 2011년 12월 13일 | 예               | 예              | 아니요           | 2011년 12월 13일 | 예              | 2012년 10월 22일 | 2012년 1월 16일  | 예              | 아니요                | 예            | 0.69 – 1.29 USD                   |
| 브루나이              | 2012년 6월 27일  | 예               | 예              | 아니요           | 2012년 6월 27일  | 예              | 무료 책          | 2012년 6월 27일  | 예              | 아니요                | 예            | 0.69 – 1.29 USD                   |
| 캄보디아              | 2012년 6월 27일  | 예               | 2012년 6월 21일 | 아니요           | 2012년 6월 27일  | 2012년 6월 21일 | 무료 책          | 2012년 6월 27일  | 2012년 6월 21일 | 아니요                | 예            | 0.69 – 1.29 USD                   |
| 홍콩                  | 2012년 6월 27일  | 예               | 예              | 아니요           | 2012년 6월 27일  | 예              | 무료 책          | 2012년 6월 27일  | 예              | 아니요                | 예            | 5 – 8 HKD                         |
| 라오스                | 2012년 6월 27일  | 예               | 2012년 6월 21일 | 아니요           | 2012년 6월 27일  | 2012년 6월 21일 | 무료 책          | 2012년 6월 27일  | 2012년 6월 21일 | 아니요                | 예            | 0.69 – 1.29 USD                   |
| 마카오                | 2012년 6월 27일  | 예               | 예              | 아니요           | 2012년 6월 27일  | 예              | 무료 책          | 2012년 6월 27일  | 예              | 아니요                | 예            | 0.69 – 1.29 USD                   |
| 말레이시아            | 2012년 6월 27일  | 예               | 예              | 아니요           | 2012년 6월 27일  | 예              | 무료 책          | 2012년 6월 27일  | 예              | 아니요                | 예            | 0.69 – 1.29 USD                   |
| 필리핀                | 2012년 6월 27일  | 예               | 예              | 아니요           | 2012년 6월 27일  | 예              | 무료 책          | 2012년 6월 27일  | 예              | 아니요                | 예            | 0.69 – 1.29 USD                   |
| 싱가포르              | 2012년 6월 27일  | 예               | 예              | 아니요           | 2012년 6월 27일  | 예              | 무료 책          | 2012년 6월 27일  | 예              | 아니요                | 예            | 0.98 – 1.48 SGD                   |
| 스리랑카              | 2012년 6월 27일  | 예               | 예              | 아니요           | 2012년 6월 27일  | 예              | 무료 책          | 2012년 6월 27일  | 예              | 아니요                | 예            | 0.69 – 1.29 USD                   |
| 중화민국              | 2012년 6월 27일  | 예               | 예              | 아니요           | 2012년 6월 27일  | 예              | 무료 책          | 2012년 6월 27일  | 예              | 아니요                | 예            | 15 – 30 TWD                       |
| 타이                  | 2012년 6월 27일  | 예               | 예              | 아니요           | 2012년 6월 27일  | 예              | 무료 책          | 2012년 6월 27일  | 예              | 아니요                | 예            | 0.69 – 1.29 USD                   |
| 베트남                | 2012년 6월 27일  | 예               | 예              | 아니요           | 2012년 6월 27일  | 예              | 무료 책          | 2012년 6월 27일  | 예              | 아니요                | 예            | 0.69 – 1.29 USD                   |
| 앵귈라                | 2012년 12월 4일  | 2012년 12월 4일  | 예              | 아니요           | 2012년 12월 12일 | 예              | 무료 책          | 예               | 예              | 아니요                | 예            | 빈칸                              |
| 앤티가 바부다         | 2012년 12월 4일  | 2012년 12월 4일  | 예              | 아니요           | 2012년 12월 12일 | 예              | 무료 책          | 예               | 예              | 아니요                | 예            | 빈칸                              |
| 아르메니아            | 2012년 12월 4일  | 2012년 12월 4일  | 예              | 아니요           | 2012년 12월 12일 | 예              | 무료 책          | 예               | 예              | 아니요                | 예            | 빈칸                              |
| 아제르바이잔          | 2012년 12월 4일  | 2012년 12월 4일  | 예              | 아니요           | 2012년 12월 12일 | 예              | 무료 책          | 예               | 예              | 아니요                | 예            | 빈칸                              |
| 바하마                | 2012년 12월 4일  | 2012년 12월 4일  | 예              | 아니요           | 2012년 12월 12일 | 예              | 무료 책          | 예               | 예              | 아니요                | 예            | 빈칸                              |
| 바레인                | 2012년 12월 4일  | 2012년 12월 4일  | 예              | 아니요           | 2012년 12월 12일 | 예              | 무료 책          | 예               | 예              | 아니요                | 예            | 빈칸                              |
| 바베이도스            | 2012년 12월 4일  | 2012년 12월 4일  | 예              | 아니요           | 아니요           | 예              | 무료 책          | 예               | 예              | 아니요                | 예            | 빈칸                              |
| 벨라루스              | 2012년 12월 4일  | 2012년 12월 4일  | 예              | 아니요           | 2012년 12월 12일 | 예              | 무료 책          | 예               | 예              | 아니요                | 예            | 0.69 – 1.29 USD                   |
| 벨리즈                | 2012년 12월 4일  | 2012년 12월 4일  | 예              | 아니요           | 2012년 12월 12일 | 예              | 무료 책          | 예               | 예              | 아니요                | 예            | 빈칸                              |
| 버뮤다                | 2012년 12월 4일  | 2012년 12월 4일  | 예              | 아니요           | 예               | 예              | 무료 책          | 예               | 예              | 아니요                | 예            | 빈칸                              |
| 보츠와나              | 2012년 12월 4일  | 2012년 12월 4일  | 예              | 아니요           | 2012년 12월 12일 | 예              | 무료 책          | 예               | 예              | 아니요                | 예            | 빈칸                              |
| 부르키나파소          | 2012년 12월 4일  | 2012년 12월 4일  | 예              | 아니요           | 아니요           | 예              | 무료 책          | 예               | 예              | 아니요                | 예            | 빈칸                              |
| 영국령 버진아일랜드   | 2012년 12월 4일  | 2012년 12월 4일  | 예              | 아니요           | 2012년 12월 12일 | 예              | 무료 책          | 예               | 예              | 아니요                | 예            | 빈칸                              |
| 카보베르데            | 2012년 12월 4일  | 2012년 12월 4일  | 예              | 아니요           | 2012년 12월 12일 | 예              | 무료 책          | 예               | 예              | 아니요                | 예            | 빈칸                              |
| 케이맨 제도           | 2012년 12월 4일  | 2012년 12월 4일  | 예              | 아니요           | 2012년 12월 12일 | 예              | 무료 책          | 예               | 예              | 아니요                | 예            | 빈칸                              |
| 도미니카 연방         | 2012년 12월 4일  | 2012년 12월 4일  | 예              | 아니요           | 2012년 12월 12일 | 예              | 무료 책          | 예               | 예              | 아니요                | 예            | 빈칸                              |
| 이집트                | 2012년 12월 4일  | 2012년 12월 4일  | 예              | 아니요           | 2012년 12월 12일 | 예              | 무료 책          | 예               | 예              | 아니요                | 예            | 빈칸                              |
| 피지                  | 2012년 12월 4일  | 2012년 12월 4일  | 예              | 아니요           | 2012년 12월 12일 | 예              | 무료 책          | 예               | 예              | 아니요                | 예            | 빈칸                              |
| 감비아                | 2012년 12월 4일  | 2012년 12월 4일  | 예              | 아니요           | 2012년 12월 12일 | 예              | 무료 책          | 예               | 예              | 아니요                | 예            | 빈칸                              |
| 가나                  | 2012년 12월 4일  | 2012년 12월 4일  | 예              | 아니요           | 2012년 12월 12일 | 예              | 무료 책          | 예               | 예              | 아니요                | 예            | 빈칸                              |
| 그레나다              | 2012년 12월 4일  | 2012년 12월 4일  | 예              | 아니요           | 2012년 12월 12일 | 예              | 무료 책          | 예               | 예              | 아니요                | 예            | 빈칸                              |
| 기니비사우            | 2012년 12월 4일  | 2012년 12월 4일  | 예              | 아니요           | 2012년 12월 12일 | 예              | 무료 책          | 예               | 예              | 아니요                | 예            | 빈칸                              |
| 인도                  | 2012년 12월 4일  | 2012년 12월 4일  | 예              | 아니요           | 2012년 12월 4일  | 예              | 무료 책          | 예               | 예              | 아니요                | 예            | 9–15 INR (0.18 – 0.30 USD)        |
| 인도네시아            | 2012년 12월 4일  | 2012년 12월 4일  | 예              | 아니요           | 2012년 12월 4일  | 예              | 무료 책          | 예               | 예              | 아니요                | 예            | 3000 – 7000 IDR                   |
| 이스라엘              | 2012년 12월 4일  | 2012년 12월 4일  | 예              | 아니요           | 2012년 12월 12일 | 예              | 무료 책          | 예               | 예              | 아니요                | 예            | 1.90 – 3.90 NIS                   |
| 요르단                | 2012년 12월 4일  | 2012년 12월 4일  | 예              | 아니요           | 2012년 12월 12일 | 예              | 무료 책          | 예               | 예              | 아니요                | 예            | 빈칸                              |
| 카자흐스탄            | 2012년 12월 4일  | 2012년 12월 4일  | 예              | 아니요           | 아니요           | 예              | 무료 책          | 예               | 예              | 아니요                | 예            | 빈칸                              |
| 케냐                  | 2012년 12월 4일  | 2012년 12월 4일  | 예              | 아니요           | 아니요           | 예              | 무료 책          | 예               | 예              | 아니요                | 예            | 빈칸                              |
| 키르기스스탄          | 2012년 12월 4일  | 2012년 12월 4일  | 예              | 아니요           | 아니요           | 예              | 무료 책          | 예               | 예              | 아니요                | 예            | 빈칸                              |
| 레바논                | 2012년 12월 4일  | 2012년 12월 4일  | 예              | 아니요           | 2012년 12월 12일 | 예              | 무료 책          | 예               | 예              | 아니요                | 예            | 빈칸                              |
| 모리셔스              | 2012년 12월 4일  | 2012년 12월 4일  | 예              | 아니요           | 2012년 12월 12일 | 예              | 무료 책          | 예               | 예              | 아니요                | 예            | 빈칸                              |
| 미크로네시아 연방     | 2012년 12월 4일  | 2012년 12월 4일  | 예              | 아니요           | 2012년 12월 12일 | 예              | 무료 책          | 예               | 예              | 아니요                | 예            | 빈칸                              |
| 몰도바 공화국         | 2012년 12월 4일  | 2012년 12월 4일  | 예              | 아니요           | 2012년 12월 12일 | 예              | 무료 책          | 예               | 예              | 아니요                | 예            | 빈칸                              |
| 몽골                  | 2012년 12월 4일  | 2012년 12월 4일  | 예              | 아니요           | 2012년 12월 12일 | 예              | 무료 책          | 예               | 예              | 아니요                | 예            | 빈칸                              |
| 모잠비크              | 2012년 12월 4일  | 2012년 12월 4일  | 예              | 아니요           | 2012년 12월 12일 | 예              | 무료 책          | 예               | 예              | 아니요                | 예            | 빈칸                              |
| 나미비아              | 2012년 12월 4일  | 2012년 12월 4일  | 예              | 아니요           | 2012년 12월 12일 | 예              | 무료 책          | 예               | 예              | 아니요                | 예            | 빈칸                              |
| 네팔                  | 2012년 12월 4일  | 2012년 12월 4일  | 예              | 아니요           | 아니요           | 예              | 무료 책          | 예               | 예              | 아니요                | 예            | 빈칸                              |
| 니제르                | 2012년 12월 4일  | 2012년 12월 4일  | 예              | 아니요           | 2012년 12월 12일 | 예              | 무료 책          | 예               | 예              | 아니요                | 예            | 빈칸                              |
| 나이지리아            | 2012년 12월 4일  | 2012년 12월 4일  | 예              | 아니요           | 2012년 12월 12일 | 예              | 무료 책          | 예               | 예              | 아니요                | 예            | 빈칸                              |
| 오만                  | 2012년 12월 4일  | 2012년 12월 4일  | 예              | 아니요           | 2012년 12월 12일 | 예              | 무료 책          | 예               | 예              | 아니요                | 예            | 빈칸                              |
| 파푸아뉴기니          | 2012년 12월 4일  | 2012년 12월 4일  | 예              | 아니요           | 아니요           | 예              | 무료 책          | 예               | 예              | 아니요                | 예            | 빈칸                              |
| 카타르                | 2012년 12월 4일  | 2012년 12월 4일  | 예              | 아니요           | 2012년 12월 12일 | 예              | 무료 책          | 예               | 예              | 아니요                | 예            | 빈칸                              |
| 러시아                | 2012년 12월 4일  | 2012년 12월 4일  | 2008년 4월 21일 | 아니요           | 2012년 12월 4일  | 2008년 4월 21일 | 무료 책          | 예               | 2008년 4월 21일 | 아니요                | 예            | 15 – 19 RUB (0.49 – 0.62 USD)     |
| 세인트키츠 네비스     | 2012년 12월 4일  | 2012년 12월 4일  | 예              | 아니요           | 2012년 12월 12일 | 예              | 무료 책          | 예               | 예              | 아니요                | 예            | 빈칸                              |
| 사우디 아라비아       | 2012년 12월 4일  | 2012년 12월 4일  | 예              | 아니요           | 2012년 12월 12일 | 예              | 무료 책          | 예               | 예              | 아니요                | 예            | 빈칸                              |
| 남아프리카 공화국     | 2012년 12월 4일  | 2012년 12월 4일  | 예              | 아니요           | 2012년 12월 12일 | 예              | 무료 책          | 예               | 예              | 아니요                | 예            | 빈칸                              |
| 스와질란드            | 2012년 12월 4일  | 2012년 12월 4일  | 예              | 아니요           | 2012년 12월 12일 | 예              | 무료 책          | 예               | 예              | 아니요                | 예            | 빈칸                              |
| 트리니다드토바고      | 2012년 12월 4일  | 2012년 12월 4일  | 예              | 아니요           | 2012년 12월 12일 | 예              | 무료 책          | 예               | 예              | 아니요                | 예            | 빈칸                              |
| 튀르키예              | 2012년 12월 4일  | 2012년 12월 4일  | 예              | 아니요           | 2012년 12월 4일  | 예              | 무료 책          | 예               | 예              | 아니요                | 예            | 0.69 – 1.29 TRY                   |
| 타지키스탄            | 2012년 12월 4일  | 2012년 12월 4일  | 예              | 아니요           | 2012년 12월 12일 | 예              | 무료 책          | 예               | 예              | 아니요                | 예            | 빈칸                              |
| 투르크메니스탄        | 2012년 12월 4일  | 2012년 12월 4일  | 예              | 아니요           | 2012년 12월 12일 | 예              | 무료 책          | 예               | 예              | 아니요                | 예            | 빈칸                              |
| 우간다                | 2012년 12월 4일  | 2012년 12월 4일  | 예              | 아니요           | 2012년 12월 12일 | 예              | 무료 책          | 예               | 예              | 아니요                | 예            | 빈칸                              |
| 우크라이나            | 2012년 12월 4일  | 2012년 12월 4일  | 예              | 아니요           | 2012년 12월 12일 | 예              | 무료 책          | 예               | 예              | 아니요                | 예            | 빈칸                              |
| 아랍에미리트          | 2012년 12월 4일  | 2012년 12월 4일  | 예              | 아니요           | 2012년 12월 12일 | 예              | 무료 책          | 예               | 예              | 아니요                | 예            | 빈칸                              |
| 우즈베키스탄          | 2012년 12월 4일  | 2012년 12월 4일  | 예              | 아니요           | 아니요           | 예              | 무료 책          | 예               | 예              | 아니요                | 예            | 빈칸                              |
| 짐바브웨              | 2012년 12월 4일  | 2012년 12월 4일  | 예              | 아니요           | 2012년 12월 12일 | 예              | 무료 책          | 예               | 예              | 아니요                | 예            | 빈칸                              |
| 알바니아              | 아니요           | 아니요           | 2012년 6월 21일 | 아니요           | 아니요           | 2012년 6월 21일 | 무료 책          | 아니요           | 2012년 6월 21일 | 아니요                | 예            | 빈칸                              |
| 알제리                | 아니요           | 아니요           | 예              | 아니요           | 아니요           | 예              | 무료 책          | 아니요           | 예              | 아니요                | 예            | 빈칸                              |
| 앙골라                | 아니요           | 아니요           | 예              | 아니요           | 아니요           | 예              | 무료 책          | 아니요           | 예              | 아니요                | 예            | 빈칸                              |
| 베냉                  | 아니요           | 아니요           | 2012년 6월 21일 | 아니요           | 아니요           | 2012년 6월 21일 | 무료 책          | 아니요           | 2012년 6월 21일 | 아니요                | 예            | 빈칸                              |
| 부탄                  | 아니요           | 아니요           | 2012년 6월 21일 | 아니요           | 아니요           | 2012년 6월 21일 | 무료 책          | 아니요           | 2012년 6월 21일 | 아니요                | 예            | 빈칸                              |
| 차드                  | 아니요           | 아니요           | 2012년 6월 21일 | 아니요           | 아니요           | 2012년 6월 21일 | 무료 책          | 아니요           | 2012년 6월 21일 | 아니요                | 아니요        | 빈칸                              |
| 중국                  | 아니요           | 아니요           | 예              | 아니요           | 아니요           | 예              | 2015년 9월 30일  | 아니요           | 예              | 아니요                | 예            | 빈칸                              |
| 콩고 공화국           | 아니요           | 아니요           | 2012년 6월 21일 | 아니요           | 아니요           | 2012년 6월 21일 | 무료 책          | 아니요           | 2012년 6월 21일 | 아니요                | 아니요        | 빈칸                              |
| 크로아티아            | 아니요           | 아니요           | 예              | 아니요           | 아니요           | 예              | 무료 책          | 아니요           | 예              | 아니요                | 예            | 빈칸                              |
| 가이아나              | 아니요           | 아니요           | 예              | 아니요           | 아니요           | 예              | 무료 책          | 아니요           | 예              | 아니요                | 예            | 빈칸                              |
| 아이슬란드            | 아니요           | 아니요           | 예              | 아니요           | 아니요           | 예              | 무료 책          | 아니요           | 예              | 아니요                | 예            | 빈칸                              |
| 자메이카              | 아니요           | 아니요           | 예              | 아니요           | 아니요           | 예              | 무료 책          | 아니요           | 예              | 아니요                | 예            | 빈칸                              |
| 대한민국              | 아니요           | 아니요           | 예              | 아니요           | 아니요           | 2008년 6월 10일 | 무료 책          | 아니요           | 예              | 아니요                | 예            | 빈칸                              |
| 쿠웨이트              | 아니요           | 아니요           | 예              | 아니요           | 아니요           | 예              | 무료 책          | 아니요           | 예              | 아니요                | 예            | 빈칸                              |
| 라이베리아            | 아니요           | 아니요           | 2012년 6월 21일 | 아니요           | 아니요           | 2012년 6월 21일 | 무료 책          | 아니요           | 2012년 6월 21일 | 아니요                | 아니요        | 빈칸                              |
| 마케도니아            | 아니요           | 아니요           | 예              | 아니요           | 아니요           | 예              | 무료 책          | 아니요           | 예              | 아니요                | 예            | 빈칸                              |
| 마다가스카르          | 아니요           | 아니요           | 예              | 아니요           | 아니요           | 예              | 무료 책          | 아니요           | 예              | 아니요                | 아니요        | 빈칸                              |
| 말라위                | 아니요           | 아니요           | 2012년 6월 21일 | 아니요           | 아니요           | 2012년 6월 21일 | 무료 책          | 아니요           | 2012년 6월 21일 | 아니요                | 예            | 빈칸                              |
| 말리                  | 아니요           | 아니요           | 예              | 아니요           | 아니요           | 예              | 무료 책          | 아니요           | 예              | 아니요                | 아니요        | 빈칸                              |
| 모리타니              | 아니요           | 아니요           | 2012년 6월 21일 | 아니요           | 아니요           | 2012년 6월 21일 | 무료 책          | 아니요           | 2012년 6월 21일 | 아니요                | 아니요        | 빈칸                              |
| 몬트세랫              | 아니요           | 아니요           | 예              | 아니요           | 아니요           | 예              | 무료 책          | 아니요           | 예              | 아니요                | 예            | 빈칸                              |
| 파키스탄              | 아니요           | 아니요           | 예              | 아니요           | 아니요           | 예              | 무료 책          | 아니요           | 예              | 아니요                | 예            | 빈칸                              |
| 팔라우                | 아니요           | 아니요           | 2012년 6월 21일 | 아니요           | 아니요           | 2012년 6월 21일 | 무료 책          | 아니요           | 2012년 6월 21일 | 아니요                | 예            | 빈칸                              |
| 세인트루시아          | 아니요           | 아니요           | 예              | 아니요           | 아니요           | 예              | 무료 책          | 아니요           | 예              | 아니요                | 예            | 빈칸                              |
| 세인트빈센트 그레나딘 | 아니요           | 아니요           | 예              | 아니요           | 아니요           | 예              | 무료 책          | 아니요           | 예              | 아니요                | 예            | 빈칸                              |
| 상투메 프린시페       | 아니요           | 아니요           | 2012년 6월 21일 | 아니요           | 아니요           | 2012년 6월 21일 | 무료 책          | 아니요           | 2012년 6월 21일 | 아니요                | 예            | 빈칸                              |
| 세네갈                | 아니요           | 아니요           | 예              | 아니요           | 아니요           | 예              | 무료 책          | 아니요           | 예              | 아니요                | 아니요        | 빈칸                              |
| 세이셸                | 아니요           | 아니요           | 2012년 6월 21일 | 아니요           | 아니요           | 2012년 6월 21일 | 무료 책          | 아니요           | 2012년 6월 21일 | 아니요                | 예            | 빈칸                              |
| 시에라리온            | 아니요           | 아니요           | 2012년 6월 21일 | 아니요           | 아니요           | 2012년 6월 21일 | 무료 책          | 아니요           | 2012년 6월 21일 | 아니요                | 예            | 빈칸                              |
| 솔로몬 제도           | 아니요           | 아니요           | 2012년 6월 21일 | 아니요           | 아니요           | 2012년 6월 21일 | 무료 책          | 아니요           | 2012년 6월 21일 | 아니요                | 예            | 빈칸                              |
| 수리남                | 아니요           | 아니요           | 예              | 아니요           | 아니요           | 예              | 무료 책          | 아니요           | 예              | 아니요                | 예            | 빈칸                              |
| 탄자니아              | 아니요           | 아니요           | 예              | 아니요           | 아니요           | 예              | 무료 책          | 아니요           | 예              | 아니요                | 예            | 빈칸                              |
| 튀니지                | 아니요           | 아니요           | 예              | 아니요           | 아니요           | 예              | 무료 책          | 아니요           | 예              | 아니요                | 예            | 빈칸                              |
| 터크스 케이커스 제도  | 아니요           | 아니요           | 예              | 아니요           | 아니요           | 예              | 무료 책          | 아니요           | 예              | 아니요                | 예            | 빈칸                              |
| 우루과이              | 아니요           | 아니요           | 예              | 아니요           | 아니요           | 예              | 무료 책          | 아니요           | 예              | 아니요                | 예            | 빈칸                              |
| 예멘                  | 아니요           | 아니요           | 예              | 아니요           | 아니요           | 예              | 무료 책          | 아니요           | 예              | 아니요                | 예            | 빈칸                              |
| 나라                  | 음악             | 뮤직비디오       | 팟캐스트        | TV 쇼            | 영화             | 앱              | 책               | 아이튠즈 매치    | 아이튠즈 U      | 아이튠즈 라디오       | 제휴 프로그램 | 가격/노래                         |
| 나라                  | 제품 유형        |                  |                 |                  |                  |                 |                  |                  |                 |                       | 제휴 프로그램 | 가격/노래                         |

## 같이 보기
- 애플
- 아이팟
- 아이폰
- 아이튠즈
- 앱 스토어